# Lithobius nihamensis
Lithobius nihamensis är en mångfotingart som först beskrevs av Murakami 1960.  Lithobius nihamensis ingår i släktet Lithobius och familjen stenkrypare.
Artens utbredningsområde är Nepal. Inga underarter finns listade i Catalogue of Life.